# Dithyrea maritima
Dithyrea maritima är en korsblommig växtart som först beskrevs av Anstruther Davidson och Benjamin Lincoln Robinson, och fick sitt nu gällande namn av Anstruther Davidson. Dithyrea maritima ingår i släktet Dithyrea och familjen korsblommiga växter. Inga underarter finns listade i Catalogue of Life.